# Водовіддільна колона, Водоізолююча колона
Водоізолю́юча коло́на (рос. водоотделяющая колонна, англ. water trap column, water separator column; нім. Wasserabscheider m, Erdölfeldwasserabscheider m) — елемент підводно-устьового обладнання свердловини, що служить для з'єднання підводного устя свердловини з роторним столом бурової установки плавзасобу (бурової платформи, бурового судна). Ізолює від товщі води бурильну колону, що направляється в гирло свердловини, та інструменти і дозволяє вести морське буріння із замкненою циркуляцією бурового розчину. Водоізолююча колона складається з окремих ділянок труб діаметром 400—600 мм, довжина 8-12 м, із замковими з'єднаннями.